# Quần đảo Hermit

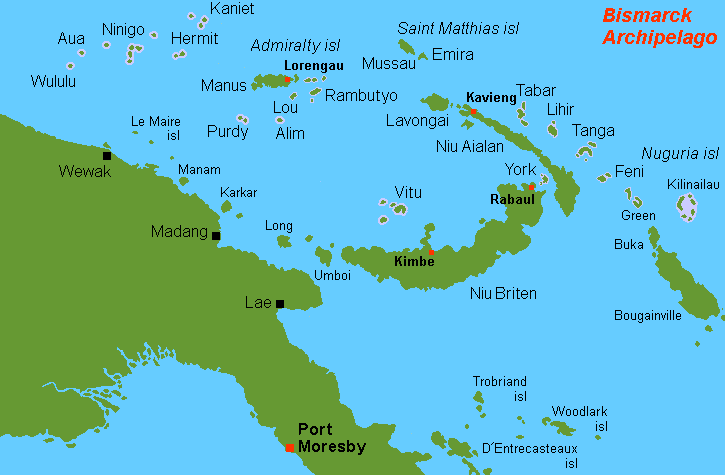
Quần đảo Bismarck

Hermit là một quần đảo gồm có 17 hòn đảo, nằm phía tây và là một phần cấu tạo nên quần đảo Bismarck, Papua New Guinea. Toạ lạc: 1 ° 30'S 145 ° 4'E.